# Creelsboro
Creelsboro est une ville fantôme américaine située dans le Comté de Russell, dans l’état du Kentucky.

## Géographie
La ville est située près de la rivière Cumberland, à 149 km de Frankfort, la capitale du Kentucky.

## Histoire
La ville était en plein essor environ seize ans avant la formation du comté de Russell.
Au XIXe siècle, la population était d’à peine 50 habitants.